# Phyllophaga saginata
Phyllophaga saginata är en skalbaggsart som beskrevs av Mannerheim 1829. Phyllophaga saginata ingår i släktet Phyllophaga och familjen Melolonthidae. Inga underarter finns listade i Catalogue of Life.